# O Dia em que a Terra Parou (2008)
O Dia em que a Terra Parou (em inglês:  The Day the Earth Stood Still) é um filme americano de 2008, do gênero ficção científica,  realizada por Scott Derrickson. É uma refilmagem do clássico homônimo, que, por sua vez, foi inspirado no conto Farewell to the Master de Harry Bates, dirigido por Robert Wise em 1951. Contudo, desta vez, a ameaça à Terra não é a corrida armamentista, mas os danos ao meio ambiente.
O filme estreou em Portugal no dia 11 de dezembro, numa distribuição da Castello Lopes Multimedia.

## Sinopse
Inspirado no filme original feito em 1951, The Day The Earth Stood Still é um filme norte-americano que mostra a situação de uma invasão alienígena ao planeta Terra.
Em uma família normal, uma mulher é capturada pela polícia e levada para uma reunião com outros cientistas.
O objetivo é anunciar que em algumas horas, algo, semelhante a um asteroide se chocaria com a Terra, e estava se movendo rapidamente, o que dificultava a detenção do objeto misterioso.
Na verdade, o suposto asteroide era um globo gigante que fez um pouso suave no Central Park, em Nova Iorque. De dentro do globo, sai um homem e um robô gigante. O homem, chamado de Klaatu, levou um tiro ao sair, mas recuperou-se e foi interrogado horas depois.
Depois desse dia, outros pequenos e grandes globos pousaram na Terra.

## Elenco
- Keanu Reeves.... Klaatu
- Jennifer Connelly.... Dra. Helen Benson
- Kathy Bates.... Regina Hall
- Jaden Smith.... Jacob Benson
- John Cleese.... Karl Barnhardt
- Jon Hamm.... Michael Starks

## Recepção

### Crítica
No site agregador de críticas Rotten Tomatoes, 21% das 192 avaliações dos críticos são positivas. O consenso diz: "Pesado em efeitos especiais, mas sem uma história coerente em sua base (...) é uma re-imaginação abaixo da média do clássico de ficção científica de 1951." O Metacritic, que usa uma média ponderada, atribuiu ao filme uma pontuação de 40 em 100, baseado em 34 críticos, indicando críticas "mistas ou médias".

### Bilheteria
O filme estreou em primeiro lugar nos Estados Unidos no fim de semana do dia 12 de dezembro de 2008, e arrecadou 30.480.153 de dólares. Em exibição durante 16 semanas, arrecadou US$ 79.366.978 na América do Norte (quase igual ao custo total da produção, que foi de US$ 80.000.000), e no resto do mundo arrecadou mais US$ 151.465.000, totalizando US$ 230.831.978.